# ایستگاه ادموندز (اسکای‌ترین)
ایستگاه ادموندز (انگلیسی: Edmonds station) یک ایستگاه هم پایه در خط اکسپو (اسکای‌ترین) سیستم اسکای‌ترین مترو ونکوور است. این ایستگاه در جنوب غربی تقاطع گریفیث درایو و خیابان هیجدهم، در نزدیکی خیابان ادموندز، جنوب کینگ وی در منطقه ادموندز برنابی، بریتیش کلمبیا در برنابی واقع شده‌است.